# Redmi

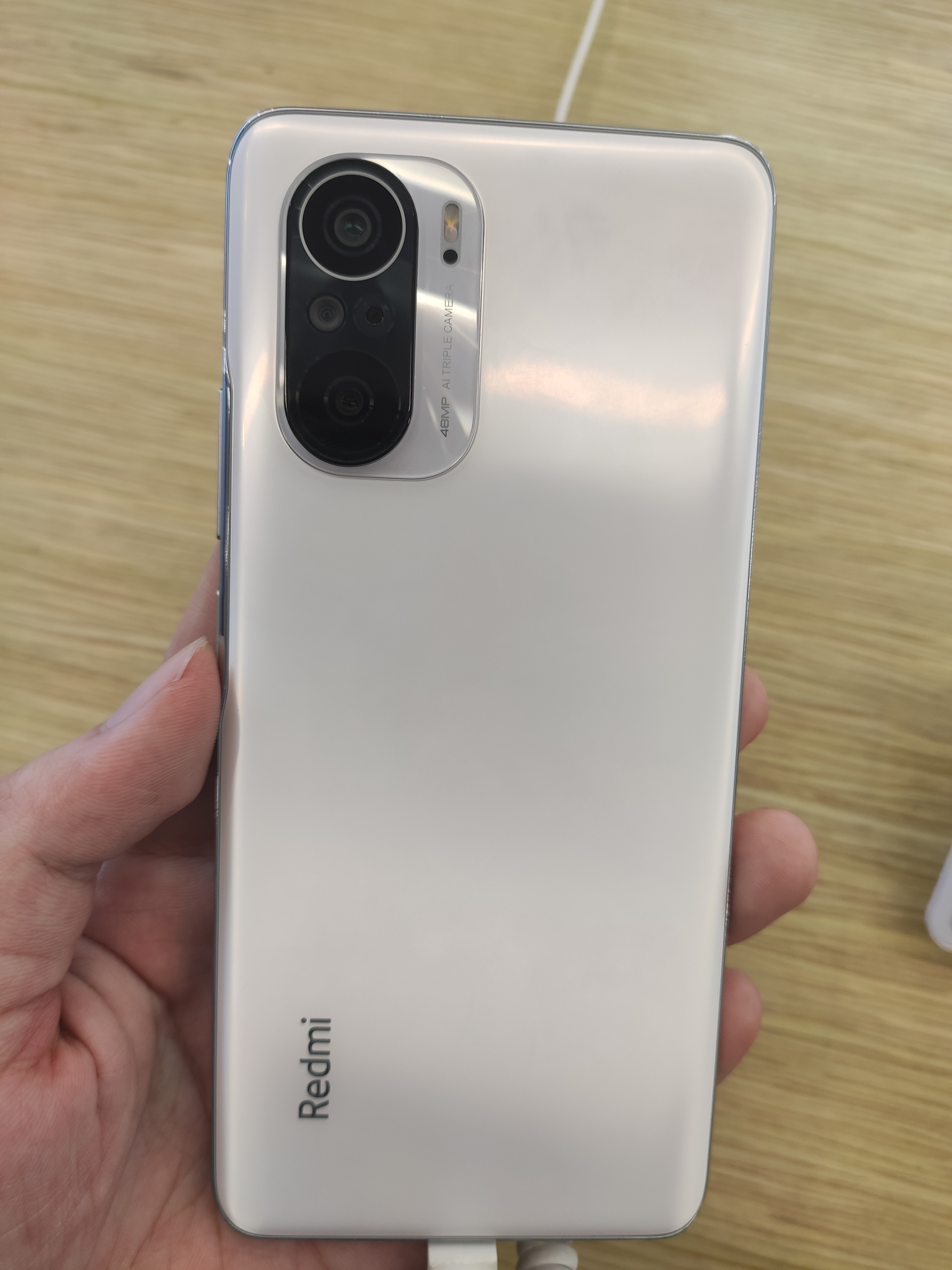
Redmi K40

Redmi（レッドミー）は、　　　　中華人民共和国の小米科技（Xiaomi）（シャオミ）社のサブ　ブランド。同社が開発したミドルレンジスマートフォンとして知られている。
2020年には一年間の世界スマホ売上台数第4位を　記録した。

## 概要
中国の電子機器会社Xiaomiが所有するサブブランドで2013年7月に手頃なスマートフォンラインとして最初に発表され 、2019年にエントリーレベルとミッドレンジのデバイスを備えたXiaomiの独立したサブブランドになり、Xiaomi自体がアッパーレンジとフラッグシップのMi電話を製造している。Redmi電話は小米科技使用MIUI上にユーザーインターフェースでアンドロイドモデルは、エントリーレベルのRedmi 、ミッドレンジのRedmi Note 、およびハイエンドのRedmiKに分けられている。さらに、無関係のMi A Android Oneシリーズも、上位のXiaomi Miラインナップの一部であるにもかかわらず、Redmiデバイスと同様の市場セグメントに位置付けられている。他のXiaomiスマートフォンとの最も重要な違いはより安価なコンポーネントを使用しているため、より高い仕様を維持しながら低価格であるということである。2014年8月、ウォールストリートジャーナルは、2014会計年度の第2四半期に、Xiaomiが中国のスマートフォン出荷ランキングの14％の市場シェアを持っていたと発表 、Redmiの売上高は、この出荷ランキングの上昇に貢献した要因であると考えられていた 。